# Робі (Техас)
Робі (англ. Roby) — місто (англ. city) в США, в окрузі Фішер штату Техас. Населення — 591 особа (2020).

## Географія
Робі розташоване за координатами 32°44′46″ пн. ш. 100°22′46″ зх. д. / 32.74611° пн. ш. 100.37944° зх. д. (32.745995, -100.379367).  За даними Бюро перепису населення США в 2010 році місто мало площу 1,86 км², уся площа — суходіл.

### Клімат
| Клімат : Робі         | Клімат : Робі | Клімат : Робі | Клімат : Робі | Клімат : Робі | Клімат : Робі | Клімат : Робі | Клімат : Робі | Клімат : Робі | Клімат : Робі | Клімат : Робі | Клімат : Робі | Клімат : Робі | Клімат : Робі |
| Показник              | Січ.          | Лют.          | Бер.          | Квіт.         | Трав.         | Черв.         | Лип.          | Серп.         | Вер.          | Жовт.         | Лист.         | Груд.         | Рік           |
| Середній максимум, °C | 14,4          | 16,7          | 21,7          | 25,6          | 29,4          | 33,3          | 35,0          | 35,0          | 31,7          | 25,6          | 19,4          | 14,4          | 25,0          |
| Середній мінімум, °C  | −1,1          | −0,6          | 3,9           | 9,4           | 13,9          | 18,3          | 20,0          | 20,0          | 16,7          | 10,0          | 4,4           | −0,6          | 9,4           |
| Норма опадів, мм      | 20            | 25            | 25            | 53            | 81            | 69            | 46            | 61            | 66            | 58            | 30            | 25            | 561           |
| --------------------- | ------------- | ------------- | ------------- | ------------- | ------------- | ------------- | ------------- | ------------- | ------------- | ------------- | ------------- | ------------- | ------------- |
| Джерело: Weatherbase  |               |               |               |               |               |               |               |               |               |               |               |               |               |

## Демографія
Згідно з переписом 2010 року, у місті мешкали 643 особи в 247 домогосподарствах у складі 167 родин. Густота населення становила 345 осіб/км².  Було 300 помешкань (161/км²).
Расовий склад населення:
| - 85,7 % — білих - 3,7 % — чорних або афроамериканців - 0,2 % — корінних американців - 9,2 % — осіб інших рас |

До двох чи більше рас належало 1,2 %. Частка іспаномовних становила 35,1 % від усіх жителів.
За віковим діапазоном населення розподілялося таким чином: 29,5 % — особи молодші 18 років, 52,8 % — особи у віці 18—64 років, 17,7 % — особи у віці 65 років та старші. Медіана віку мешканця становила 38,3 року. На 100 осіб жіночої статі у місті припадало 95,4 чоловіків;  на 100 жінок у віці від 18 років та старших — 88,8 чоловіків також старших 18 років.
Середній дохід на одне домашнє господарство  становив 45 785 доларів США (медіана — 40 511), а середній дохід на одну сім'ю — 49 460 доларів (медіана — 43 750). За межею бідності перебувало 26,9 % осіб, у тому числі 35,0 % дітей у віці до 18 років та 12,1 % осіб у віці 65 років та старших.
Цивільне працевлаштоване населення становило 283 особи. Основні галузі зайнятості: освіта, охорона здоров'я та соціальна допомога — 27,9 %, роздрібна торгівля — 14,1 %, виробництво — 12,0 %, публічна адміністрація — 10,6 %.